# أندرو نورمان
أندرو نورمان (بالإنجليزية: Andrew Norman)‏ هو ملحن أمريكي، ولد في 31 أكتوبر 1979 في غراند رابيدز في الولايات المتحدة.

## وصلات خارجية
- الموقع الرسمي
- أندرو نورمان على موقع IMDb (الإنجليزية)
- أندرو نورمان على موقع ميوزك برينز (الإنجليزية)